# Sibe Kvesić
Sibe Kvesić (Pitve kraj Jelse, 17. svibnja 1923. — 31. siječnja 2024.) bio je publicist i glavni urednik »Slobodne Dalmacije« od 1957. do 1965. godine.

## Životopis
Nakon osovinske okupacije Jugoslavije u travnju 1941. godine, postao je član i tajnik SKOJ-a u rodnim Pitvama, a nakon izbijanja ustanka i priključenja partizanima, član hvarskoga Kotarskoga komiteta KPH 1944. godine. Od 1945. godine bio je član splitskog Narodnooslobodilačkog odbora i Oblasnog komiteta KPH, Izvršnog odbora Narodne fronte Hrvatske te komiteta gradilišta pruge Banja Luka – Doboj. U Splitu je 1955. završio gimnaziju. Nakon završetka gimnazije, bio je direktor, zatim od 1957. do 1965. glavni urednik »Slobodne Dalmacije«. Uvođenjem raznih novih rubrika za čitatelje gotovo je upeterostručio nakladu do 1962. godine, a »Slobodna Dalmacija« postala je jedna od vodećih novina u regiji. Od 1965. do 1968. bio je prvi direktor Centra za historiju radničkog pokreta Dalmacije, a od 1971. do 1974. voditelj Vjesnikova Informativno-poslovnoga centra, nakon čega se umirovio.
Preminuo je 31. siječnja 2024., u 101. godini života. Sahranjen je u rodnim Pitvama.

## Djela i publicistika
Njegova knjiga »Dalmacija u Narodnooslobodilačkoj borbi« (objavljena 1960.; nagrada Slobodne Dalmacije za životno djelo 1983.) bila je prvi pokušaj cjelovita prikaza partizanskih operacija i pokreta u Dalmaciji. U svojim je monografijama obradio i međuratno i ratno razdoblje Hvara (izdanja 1969. i 1981.).
Surađivao je u publikacijama »Vjesnik« (1954.–1955., 1958.), »Mogućnosti« (1961.), »Slobodna Dalmacija« (1963., 1965., 2008.), »Hvarski zbornik« (1973.–1974., 1976.–1977.), »Split u narodnooslobodilačkoj borbi i socijalističkoj revoluciji« (Split 1981.), »Biokovo u narodnooslobodilačkoj borbi i socijalističkoj revoluciji« (Split, 1983.), »Otok Hvar u narodnooslobodilačkoj borbi i socijalističkoj revoluciji« (Split, 1987.), »Split u Titovo doba« (Split, 2002.) i »Crni biser« (Zagreb 2008.).

## Vanjske poveznice
- Sibe Kvesić: Dalmacija u Narodnooslobodilačkoj borbi. 1960.